# Signiphoridae
Signiphoridae Ashmead, 1880, è una piccola famiglia di insetti (Hymenoptera Chalcidoidea) comprendente specie parassitoidi.

## Generalità
Questa piccola famiglia di insetti mostra una combinazione di caratteri morfologici che nel complesso la identifica facilmente distinguendola dagli altri Calcidoidei. Gli elementi morfologici più evidenti sono il corpo appiattito, la conformazione delle antenne, lo sviluppo trasversale dello scutello e del metanoto, l'area triangolare differenziata sul dorso del propodeo, il gastro sessile.

## Descrizione
I Signiforidi hanno un corpo di piccole dimensioni (circa 1 mm), tozzo e compresso in senso dorso-ventrale, pressoché appiattito, di colore nero oppure giallastro con macchie brune, liscio.
Il capo porta antenne composte da 5-7 articoli, con funicolo assente o composto da 1-3 anelli e clava formata da un unico articolo indiviso. Il torace ha il metanoto e lo scutello marcatamente sviluppati trasversalmente e il propodeo che differenzia un'evidente area triangolare che può essere facilmente confusa con lo scutello. Le zampe hanno tarsi di 5 articoli, quelle medie hanno uno sperone all'estremità distale della tibia. Le ali sono prive di setole e frangiate ai margini. La vena marginale è poco allungata, in genere lunga quanto la stigmale.
L'addome ha un gastro decisamente sessile, con una larga base di raccordo al propodeo.

## Biologia
I Signiforidi si comportano in generale come iperparassiti ectofagi o endofagi a spese di altri Calcidoidi oppure come parassiti primari di insetti fitofagi. Gli ospiti primari sono tipicamente Rincoti Omotteri (Diaspididae, Pseudococcidae, Aleyrodidae, Psyllidae) o, meno frequentemente, Ditteri.

## Sistematica
La sistematica dei Signiforidi ha subito diverse revisioni, anche recenti. In passato sono stati collocati, secondo il genere e l'autore, fra gli Encirtidi (Signiphora) e fra gli Eulofidi (Thysanus). In seguito i generi sono stati scorporati dalla precedente collocazione e inseriti in un unico taxon prima come sottofamiglia degli Encirtidi, poi come famiglia distinta con il nome di Thysanidae.
L'attuale inquadramento sistematico predilige il nome di Signiphoridae e suddivide la famiglia in quattro generi, comprendente 76 specie.